# Łomna (Ukraina)
Łomna (ukr. Лімна) – wieś na Ukrainie w rejonie samborskim (do 2020 roku w rejonie turczańskim) obwodu lwowskiego nad Dniestrem. Założona w 1519 roku. Wieś liczy około 1216 mieszkańców.
Pod koniec XIX wieku w Łomnej posługiwał ks. Kazimierz Żuliński.
W 1921 miejscowość liczyła około 1775 mieszkańców. W II Rzeczypospolitej miejscowość była siedzibą gminy wiejskiej Łomna. 
W czasie okupacji niemieckiej siostry Franciszkanki Rodziny Maryi w prowadzonym w Łomnej zakładzie wychowawczym ukrywały 26 żydowskich dzieci (na 120 wychowanków). Część sióstr wraz z dziećmi musiało opuścić Łomną wczesną jesienią 1943 roku po ataku ukraińskich nacjonalistów, którzy zabili wówczas 3 osoby, w tym pracownicę zakładu i dali zakonnicom 14 dni na opuszczenie miejscowości. Franciszkanki przeniosły zakład wychowawczy do Warszawy. Za ratowanie żydowskich dzieci Instytut Jad Waszem uhonorował tytułami Sprawiedliwych wśród Narodów Świata przełożoną klasztoru w Łomnej s. Teklę Budnowską oraz siostry Blankę Pigłowską i Zofię Olszewską.
W latach 1943–1944 nacjonaliści ukraińscy z UPA zamordowali w Łomnej łącznie 27 Polaków. 
25 września 1944 wieś została zajęta przez wojska radzieckie.

## Obiekty
- Cerkiew greckokatolicka